# Moriz von Lyncker
Moriz von Lyncker (ur. 30 stycznia 1853 w Spandau, zm. 20 stycznia 1932 w Steinhöfel) – generał Armii Cesarstwa Niemieckiego, adiutant generalny cesarza Wilhelma II, szef cesarskiego Gabinetu Wojennego.

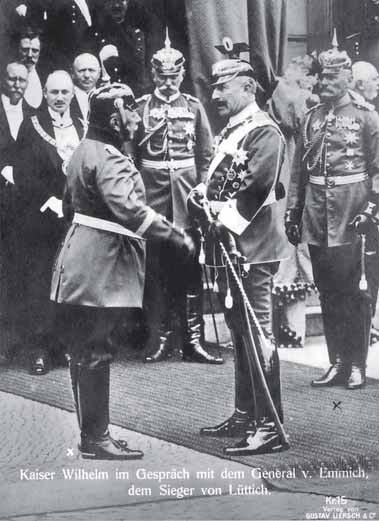
Cesarz Wilhelm II w rozmowie z gen. Otto von Emmichem. Pierwszy z prawej gen. von Lyncker.

## Życiorys
W 1870 roku rozpoczął karierę wojskową w armii pruskiej. Brał udział w wojnie francusko-pruskiej. Po zakończeniu konfliktu uczęszczał do akademii wojskowej, a od 1881 roku przydzielony do 1. Pułku Piechoty Gwardii w stopniu porucznika. W 1887 roku został adiutantem następcy tronu Cesarstwa Niemieckiego Fryderyka, który rok później, po śmierci Wilhelma I został cesarzem. Po śmierci Fryderyka w 1888 roku, przeniesiony do Sztabu Generalnego. Następnie w latach 1895-1900 piastował funkcję guwernanta wojskowego (niem. Militärgouvernant) młodego cesarza Wilhelma II. W tym czasie awansowany do stopnia pułkownika w 1898 roku. W 1902 roku objął stanowisko dowódcy 3 Pułku Grenadierów Gwardii im. Królowej Elżbiety. Trzy lata później został dowódcą 19 Dywizji Piechoty. Od 1908 roku pełnił funkcje adiutanta generalnego cesarza Wilhelma oraz szefa cesarskiego Gabinetu Wojskowegoo. 1 września 1909 roku awansowany na stopień generała piechoty. Wraz z szefem cesarskiego Gabinetu Morskiego admirałem Georgiem Alexanderem von Müllerem mieli znaczący wpływ na decyzje podejmowane przez cesarza. W trakcie I wojny światowej zwolennik Paula von Hindenburga. To właśnie za jego namowami cesarz Wilhelm II na następcę generała Ericha von Falkenhayna na stanowisku szefa Sztabu Generalnego wybrał właśnie Hindenburga. Pod koniec wojny objął funkcję prezesa Sądu Wojskowego Rzeszy w stopniu generała pułkownika, którą piastował do 1919 roku. 

## Odznaczenia
Odznaczenia gen. von Lynckera to między innymi:
- Krzyż Wielki Orderu Orła Czerwonego z koroną (Prusy)
- Order Królewski Korony I klasy (Prusy)
- Komandor z Gwiazdą Orderu Hohenzollernów (Prusy)
- Krzyż Żelazny II klasy (Prusy)
- Order Świętego Jana (Prusy)
- Odznaka za Służbę Wojskową
- Krzyż Zasługi I klasy Orderu Hohenzollernów Ordynku Książęcego (Prusy)
- Krzyż Wielki Orderu Alberta Niedźwiedzia (Anhalt)
- Krzyż Wielki Orderu Lwa Zeryngeńskiego (Badenia)
- Krzyż Wielki Orderu Zasługi Korony Bawarskiej (Bawaria)
- Krzyż Wielki Orderu Zasługi Wojskowej (Bawaria)
- Brązowy Medal Księcia Regenta Luitpolda na wstędze Medalu Jubileuszowego (Bawaria)
- Krzyż Wielki Orderu Henryka Lwa (Brunszwik)
- Krzyż Wielki Orderu Zasługi Filipa Wspaniałomyślnego (Hesja)
- Krzyż Zasługi Orderu Domowego Lippe (Lippe)
- Krzyż Wielki Orderu Korony Wendyjskiej z koroną w złocie (Meklemburgia)
- Wielki Komandor Orderu Gryfa (Meklemburgia)
- Krzyż Wielki Orderu Domowego i Zasługi Księcia Piotra Fryderyka Ludwika (Oldenburg)
- Krzyż Honorowy Reusski I klasy z koroną (Reuss)
- Krzyż Wielki Orderu Alberta z gwiazdą (Saksonia)
- Krzyż Wielki Sokoła Białego (Saksonia-Weimar)
- Krzyż Wielki Orderu Ernestyński (Saksonia)
- Krzyż Zasługi I klasy Orderu Domowego Schaumburg-Lippe (Schaumburg-Lippe)
- Schwarzburski Krzyż Zasługi I klasy z koroną (Schwarzburg)
- Krzyż Wielki Orderu Korony Wirtemberskiej (Wirtembergia)
- Krzyż Wielki Orderu Fryderyka z koroną (Wirtembergia)
- Wielka Wstęga Orderu Leopolda (Belgia)
- Krzyż Wielki Orderu Świętego Aleksandra (Bułgaria)
- Krzyż Wielki Orderu Zasługi Wojskowej (Bułgaria)
- Krzyż Wielki Orderu Danebroga (Dania)
- Krzyż Wielki Orderu Zbawiciela (Grecja)
- Kawaler Krzyża Wielkiego Orderu Świętych Maurycego i Łazarza (Włochy)
- Wielki Oficer Orderu Korony Włoch (Włochy)
- Krzyż Wielki Orderu Leopolda )Austro-Węgry)
- Kawaler Orderu Korony Żelaznej I klasy (Austro-Węgry)
- Kawaler Orderu Franciszka Józefa (Austro-Węgry)
- Wielki Oficer Orderu Lwa i Słońca (Persja)
- Krzyż Wielki Orderu Gwiazdy Rumunii (Rumunia)
- Order Orła Białego (Imperium Rosyjskie)
- Komandor Krzyża Wielkiego Orderu Miecza (Szwecja)
- Kawaler Krzyża Wielkiego Orderu Słonia Białego (Syjam)